# مستقبل فلسطين
مستقبل فلسطين، تعرف أيضًا باسم مذكرة صموئيل، هي مذكرة كتبها هربرت صموئيل وعرضها على مجلس الوزراء البريطاني في يناير وآذار سنة 1915، بعد شهرين من إعلان البريطانيين الحرب على الامبراطورية العثمانية. كان للمذكرة تأثيرٌ على عدد من الوزراء في المجلس قبل مفاوضاتهم ونقاشاتهم في الأشهر التي سبقت اتفاقية سايكس بيكو وبيانية بالفور. كانت هذه المرة الأولى التي تم الاقتراح فيها، بوثائق رسمية، تسخير مساعدة ودعم اليهود كإجراء ومخطط خلال الحرب.

## خلفية
تم نقاش أرض فلسطين لأول مرة، على مستوى مجلس الوزراء البريطاني، في تاريخ 9 نوفمبر 1914، وقد حدث ذلك بعد مرور أربعة أيام من إعلان بريطانيا الحرب على الدولة العثمانية. وأشار ديفيد لويد جورج، مستشار الخزانة آنذاك، «إلى مصير فلسطين النهائي». كان مكتب ديفيد لويد جورج للمحاماة، لويد جورج وروبرتس وشركاه، قد تعاقد وتم تعيينه، قبل حوالي مدة عقد من الزمن، من قبل الاتحاد الصهيوني لبريطانيا العظمى وأيرلندا للعمل على خطة أوغندا. قام لويد جورج بالتأكيد لرئيس مجلس الحكم المحلي، هربرت صموئيل، أنه «متحمس ومصمم على رؤية دولة يهودية في فلسطين»؛ وكان ذلك خلال نقاش دار بينهما بعد ان إلتقيا مع بعضهما. قام صموئيل بعد ذلك بتحديد الموقف الصهيوني بشكل كامل ومفصل في محادثة مع وزير الخارجية إدوارد غراي. وتحدث عن التطلعات والطموحات الصهيونية لتأسيس دولة يهودية في فلسطين، وأهمية الموقع الجغرافي، الذي سوف تتواجد به هذه الدولة، للإمبراطورية البريطانية.
تنص مذكرة صموئيل:
ذكرت أنه سيكون هنالك أمرين ضروريين وأساسيين - أن الدولة يجب أن تتخذ موقف حيادي، حيث أنها لا يمكن أن تكون دولة كبيرة بما فيه الكفاية للدفاع عن نفسها، وأنه يجب السماح بوصول الحجاج المسيحيين وضمان حرية دخولهم.
... ذكرت أيضًا أنه سيكون أفضلية عظيمة ونقطة لصالحنا، لو قامت فرنسا بضم ما تبقى من سوريا، حيث سيكون من الأفضل بكثير لو كان لهذه الدولة جار الذي هو عبارة عن دولة التي تعتبر قوة أوروبية؛ بدلا من الأتراك 
في مساء نفس اليوم، أعلن رئيس الوزراء هربرت هنري أسكويث، أن التسبب في انهيار وتشتيت الإمبراطورية التركية أصبح هدفاً للحرب، وكان ذلك في خطاب القاه خلال وليمة اللورد عمدة لندن [الإنجليزية] في مانشن هاوس، حيث قال؛ «إنها الحكومة العثمانية، وليس نحن، من قرع دقات جرس المنية للهيمنة العثمانية، ليس فقط في أوروبا، بل في آسيا أيضا». 

## النقاشات على مستوى مجلس الوزراء
في شهر ديسمبر عام 1914, التقى صموئيل بحاييم وايزمان، الذي تم انتخابه بعد الحرب كرئيس للمنظمة الصهيونية العالمية، وفيما بعد أنتخب ليكون الرئيس الأول لإسرائيل. كان صموئيل آنذاك عضوًا في مجلس الوزراء البريطاني بصفته رئيسًا لمجلس الحكم المحلي. وفقا لمذكرات وايزمان الشخصية، كان صموئيل في ذلك الحين قد كان داعما ومؤمنا بالصهيونية بشكل كبير، وقد إعتقد صموئيل أن مطالب وايزمان كانت متواضعة للغاية وليست كبيرة. لم يرغب صموئيل في الخوض في مناقشة تفصيلية فيما يتعلق بخططه، لكنه ذكر أنه «ربما سيتم إعادة بناء الهيكل، كرمز للوحدة اليهودية؛ طبعا اقصد بالشكل وبالمفهوم الحديث».
تفيد دراسة حالة معينة أن ذكريات يوشيا ويدجوود، تؤكد ذكريات ديفيد لويد جورج نفسه (وهو أمر يوثقه ويدعمه الأرشيف الوطني) أن أول اجتماع دار بين لويد جورج ووايزمان كان في شهر أغسطس عام 1915 مع ذكر عدة مصادر التي تشير إلى اجتماع الذي حدث في شهر ديسمبر عام 1914 أو شهر يناير عام 1915. (وفقًا لشنير، في تاريخ 15 يناير 1915، التقى وايزمان وصموئيل في داونينج ستريت 11 مع لويد جورج ولكنه يذكر المصدر على إنه التجربة والخطأ لوايزمان، حيث يذكر التاريخ على أنه 3 ديسمبر 1914.) في نهاية شهر يناير، أرسل صموئيل المذكرة لرئيس الوزراء هربرت هنري أسكويث ولوزير الخارجية إدوارد غراي، من أجل الموافقة عليها.
ذكر أسكويث أن لويد جورج، الذي أصبح رئيس الوزراء عند حلول وعد بلفور، كان العضو الوحيد في مجلس الوزراء الذي دعم بشدة هذا الاقتراح (المذكرة).

## المذكرة
بدأت المذكرة بالإشارة إلى أن اندلاع الحرب العالمية الأولى قد أتاح فرصة للتغيير "في وضع وحالة فلسطين". وأشار إلى أن الوقت، على الأرجح، يعتبر مبكرًا جدًا لدولة يهودية مستقلة، وأعتبر أن الاندماج في الإمبراطورية البريطانية هو الحل "الذي سيكون في موضع ترحيب كبير بالنسبة لقادة ومؤيدي الحركة الصهيونية في جميع أنحاء العالم.
ثم حددت المذكرة خمسة فوائد من تقبل الإمبراطورية البريطانية لهذه الإستراتيجية. وهي:
1. ستحقق الدولة إنجاز آخر في مجال إضافي، وهو دورها التاريخي في تسبب تحضر الدول الرجعية."[15][16]
2. سوف يرفع ذلك وسيزيد من مستوى وهيبة الإمبراطوية البريطانية.[15][16]
3. سيجلب الأمر نتيجة إيجابية من الحرب بالنسبة للإمبراطورية البريطانية، وذلك من دون التسبب في خسارة ألمانيا لمستعمراتها؛ الأمر الذي قد يخلق حرب ثأرية.[15][16]
4. سيتم تحسين دفاعات مصر، حيث سيتم تشكيل حدود قوية[15][16]
5. سوف يجلب الأمر «تقدير دائم لإنجلترا من قبل كل اليهود في أنحاء العالم»، وسيشمل ذلك مليوني يهودي متواجدين في الولايات المتحدة[15][16]

بعد ذلك، تم اعتبار والنظر في بدائل للضم البريطاني. اعتبر الضم الفرنسي «غير مرحب به من قبل اليهود»، وأعتبر الإخضاع لإشراف دولي على أنه «سيضع البلاد تحت إدارة يد ميتة»، والضم لمصر الكبرى سيؤدي إلى تعقيدات، وترك البلاد مع تركيا مع ضمانات لحدوث إستعمار يهودي، على الأرجح سيترك الوضع دون تحسن إلى حد كبير.
ثم اختتم صموئيل بالإشارة إلى أنه في حين أن 'فلسطين البريطانية' لن تحل لوحدها المسألة اليهودية في قارة أوروبا، إلا أنه سيكون لها تأثير مهم على «شخصية/صفة» يهود العالم، وبالتالي إثراء العالم.

اختتم صموئيل بمرجع إلى خطاب برلماني مشهور ألقاه توماس بابنجتون ماكولي في عام 1833 خلال إعتاق اليهود في المملكة المتحدة
"فليتم إنشاء مركز يهودي في فلسطين، وليحقق ما أعتقد أنه سوف يحقق، عظمة روحانية وفكرية؛ ولابد في النهاية، وحتى ولو كان بطريقة غير واعية، سيحقق الشخصية اليهودية الفردية، أينما كانت، سيتم رفع شرفها. إن الارتباطات الدنيئة التي تعلقت بالاسم اليهودي سوف تنقطع، وسيتم تحسين وتعزيز قيمة اليهود كعنصر في حضارة الشعوب الأوروبية. الدماغ اليهودي هو منتج فسيولوجي لا ينبغي أن يحتقر. لمدة خمسة عشر قرناً، أنتج السباق في فلسطين سلسلة متتالية من الرجال العظماء - رجال دولة وأنبياء، قضاة وجنود. إذا أعطي للجسد مرة أخرى أن تقيم فيه روحه، فقد يتم إثراء العالم مرة أخرى. حتى يتم منح المجال الكامل، كما قال ماكولي في مجلس العموم، "دعونا لا نفترض وأن نقول أنه لا يوجد صفة العبقرية بين مواطني أشعياء، وأنه لا يوجد صفة البطولة بين أحفاد المكابيين".

## ردود الفعل
وفقًا لفريدمان، لم تتم مناقشة النسخة النهائية لشهر مارس («كما ويفترض ذلك أيضًا بخصوص إصدار يناير») في مجلس الوزراء أو في مجلس الحرب.
علق رئيس الوزراء هربرت هنري أسكويث، بخصوص النسخة الأولى في تاريخ 28 من شهر يناير:
"لقد تلقيت للتو من هربرت صموئيل مذكرة بعنوان "مستقبل فلسطين"... يعتقد أننا قد نقوم بإرسال حوالي ثلاثة أو أربعة ملايين يهودي أوروبي لهذه المنطقة الغير الواعدة، وأن ذلك سيكون له تأثير جيد على أولئك الذين تم تركهم. قرأتها وكأنها تقريبًا مثل إصدار جديد من رواية "Tancred"
الذي وكأنه تم تحديثه وحتلنته للعصر الراهن... إنه شرح غريب ومثير للإهتمام للقول المفضل لدى [ديزي - بينجامين دزرائيلي]، أن "العرق هو كل شيء"، مع فهم أن هذا الإنفعال الشاعري تقريبًا، يأتي من الدماغ المنهجي والمنظم لهربرت صموئيل"...
وبخصوص النسخة النهائية في شهر مارس:
«أعتقد أنني قد تحدثت بالفعل عن مذكرة هربرت صموئيل المكتوبة بشكل انفعالي وحماسي وكأنها ديثرامب، والتي تحث على أنه عند تحكمنا، وإعادة رسم تواجد هيمنة الأتراك في آسيا؛ يجب علينا أن نأخذ فلسطين، التي في الوقت المناسب، سيعود إليها اليهود المتناثرون من كل قطاع العالم، وفي اللحظة المؤاتية سيكتسبون الحكم الموطني ‏. من الغريب والمثير للفضول بشكل ما فيه الكفاية، أن الطرف الآخر الوحيد، المسبب للانقسامية في هذا الاقتراح، هو لويد جورج، الذي بغنى عن التعريف، لا يهتم باليهود أو بما يخص ماضيهم أو بما يخص مستقبلهم، لكنه يعتقد أنه سيكون أمرا صادم ومثير للغضب بأن نسمح لانتقال قضية حيازة أو حماية الأماكن المقدسة لأيدي 'فرنسا اللاأدرية، الملحدة'»
في وقت سابق، في تاريخ 5 فبراير، أشار روفوس إسحاق ,مركيز ريدينج الأول ‏، إلى أن «[لويد جورج كان] يميل إلى الجانب المتعاطف مع هذا الاقتراح - اقتراحك يستهوي الشاعرية والخيالية بالإضافة إلى الميزات الرومانسية والدينية لعقله».
قريب صموئيل، إدوين مونتجيو، الذي كان معادي للصهيونية، كتب وبعث رسالة لأسكويث في تاريخ 16 مارس 1915:
فلسطين نفسها، تملك القليل لجذب أو حتى لا تجذب بريطانيا العظمى نهائيا، من وجهة نظر إستراتيجية أو مادية"... "[ستكون فلسطين عبارة عن] ملكية هزيلة وغير ثمينة، بلا أي مقارنة مع مثلا، دعنا نقول، بلاد الرافدين"... "لا يمكنني التخيل أن أرى أي أشخاص يهود أعرفهم وهم يقومون بالاعتناء بأشجار الزيتون أو برعي الأغنام"... "لا يوجد عرق يهودي الآن ككتلة كلية متجانسة. من الواضح تمامًا أن اليهود في بريطانيا العظمى بعيدون كل البعد، ولا يقربون بأي شكل اليهود الموجودين في المغرب أو اليهود السود في كوتشي، أي مثل بعد وعدم قربة الإنجليزي المسيحي من الموريون أو من الهندوس "..." لو فقط يقوم شعبنا ... بإتخاذ مكانته في وضعية اللاإمتثالية، عندها من الواضح أن الصهيونية ستتلاثى وستختفي عن الوجود وقد يشق اليهود طريقهم نحو إلاحترام والتقدير."